# سرخیو و سرگئی
سرخیو و سرگئی (اسپانیایی: Sergio & Sergei‎) فیلمی در ژانر درام است که در سال ۲۰۱۷ منتشر شد. از بازیگران آن می‌توان به ای جی باکلی و ران پرلمن اشاره کرد.